# Iván Iglesias
Iván Iglesias Corteguera (Gijón, 16 december 1971) is een voormalig Spaans profvoetballer. Hij speelde als aanvaller.
Iván Iglesias begon als voetballer op negenjarige leeftijd in de befaamde jeugdopleiding (cantera) van Sporting de Gijón. Van 1991 tot 1993 speelde hij in het eerste elftal van de club. In het seizoen 1993/1994 stond Iván Iglesias onder contract bij FC Barcelona. Door de sterke concurrentie van onder meer Romário, Christo Stoitsjkov, Michael Laudrup en Aitor Beguiristain kwam hij echter weinig tot spelen. Het meest memorabele moment uit zijn periode bij FC Barcelona was zijn doelpunt in de thuiswedstrijd tegen Real Madrid (5-0): op 8 januari 1994 maakte Iván Iglesias op aangeven van Romário het vijfde doelpunt van Barça tegen de hoofdstedelijke aartsrivaal. Na zijn vertrek bij FC Barcelona speelde Iván Iglesias in de Primera División nog voor Sporting de Gijón (1995-1996), Real Oviedo (1996-2000) en Rayo Vallecano (2000-2003). Met laatstgenoemde club haalde de aanvaller in 2001 de kwartfinale van de UEFA Cup.